# Sisters of Avalon
Sisters of Avalon è un album discografico della cantante statunitense Cyndi Lauper, pubblicato nel 1997 dall'etichetta discografica Sony Epic.

## Il disco

### Produzione
L'album "Sisters of Avalon" è il quinto album registrato in studio da Cyndi Lauper ed è stato scritto e prodotto con l'aiuto di Jan Pulsford, tastierista, insieme anche a Mark Saunders. Ha collaborato Nigel Pulsford, chitarrista dei Bush in You Don't Know e Love to Hate. L'album è stato inoltre registrato nel Tennessee e nel Connecticut, ed è stato poi completato in una vecchia villa nel Tuxedo Park, N.Y., dove Cyndi Lauper si era stabilita momentaneamente. 

### Brani
Sisters of Avalon è nato dalla lettura del romanzo Le nebbie di Avalon di Marion Zimmer Bradley. Anche se le "sorelle di Avalon" erano sacerdotesse, ai tempi dell'invasione romana della Britannia, la title track è una canzone che parla, più che altro, del mondo femminile.
Cyndi Lauper ha cominciato a scrivere Ballad of Cleo and Joe verso il 1994, e riguarda le difficoltà della doppia vita di una drag queen, mentre Brimstone and Fire parla di una relazione tra due donne.
Le altre canzoni presenti nell'album parlano un po' d'amore come Fall Into Your Dreams, di paure come You Don't Know e Fearless, e di ricerca interiore in Mother. Say a Prayer è stata scritta per un amico morto di AIDS.
Nell'album è presente in chiusura una traccia che dura pochi secondi e non accreditata sul retro di copertina, Lollygaging, ed è semplicemente l'intro di Hot Gets A Little Cold eseguito con una chitarra semi-acustica e che viene subito sbagliato. Ne segue così, in maniera liberatoria, una risata da parte di chi suona e la Lauper.
Searchin' è stata usata in un episodio della serie Baywatch. Unhook the Stars è presente in un film con Marisa Tomei, Gérard Depardieu, Gena Rowlands e David Thorntorn dallo stesso titolo.

### Critica e Successo Commerciale
Sisters of Avalon anche se ha venduto solo un milione di copie, per gli argomenti trattati in alcune canzoni è stato accolto in particolar modo dalla comunità GLBT.

## Tracce
1. Sisters Of Avalon - 4:20
2. Ballad Of Cleo & Joe - 4:00
3. Fall Into Your Dreams - 4:45
4. You Don't Know - 5:14
5. Love To Hate - 3:25
6. Hot Gets A Little Cold - 3:37
7. Unhook The Stars - 3:56
8. Searching - 4:35
9. Say A Prayer - 4:53
10. Mother - 4:44
11. Fearless - 3:38
12. Brimstone And Fire - 3:35
13. Lollygaging - 0:23 (non accreditata sul retro della copertina)